# Burg Crass
Die Burg Crass, auch Schloss Rheinberg genannt, liegt am Rheinufer in Eltville am Rhein im Rheingau-Taunus-Kreis am Ortsausgang nach Walluf. Sie gilt als das älteste erhaltene Gebäude der Stadt.

## Geschichte
Die Burg Crass, ein ehemaliger Freihof, lag außerhalb der 1332 errichteten Stadtmauer. Möglicherweise befand sich an dieser Stelle bereits eine ehemalige römische Villa. Dendrochronologische Untersuchungen haben ergeben, dass Teile des verwendeten Bauholzes schon 1096 geschlagen wurden.
Die Burg diente der Mainzer Familie Judens als Residenz und ging später in den Besitz des Ritters Philipp Münch von Lindau.
1496 gab der Besitzer die Burg seiner Tochter Anna in die Ehe mit dem Ritter Johann Frei von Dehrn mit und wurde zu einem Herrenhaus umgebaut.
Während des Dreißigjährigen Krieges wurde der Hof durch einen Brand zerstört. Nach wechselnden Besitzern, ließ Graf Carlomann von Grunne den verwilderten Besitz neugotisch gestalten und das 12 Morgen große Anwesen mit großer Parkanlage wurde Schloss Rheinberg genannt.
Später errichtete ein Konsortium Eltviller Bürger die Villa Rheinberg auf dem Gelände und 1873 übernahm die Familie Crass das Burghaus und es entstand die Gaststätte Burg Crass.
Im Jahr 1913 kaufte Jean Iffland jr. die Burg mit Gastwirtschaft. Zwei Weltkriege und ein großer Brand 1923 erforderten eine gründliche Instandsetzung: 1953 erst wurde der Betrieb der Gaststätte wieder aufgenommen.
1970 gelangte die Burg als Vermächtnis in Besitz der Stadt Eltville. Nach mehreren Verpachtungen stand das Gebäude seit 1988 leer. 1996 übernahm die alteingesessene Sektkellerei Schloss Vaux die Burg und sanierte die Gebäude aufwendig unter Aufsicht des Landesamtes für Denkmalschutz.

## Heutige Nutzung
Die Burg Crass dient heute mit Rheinterrasse in südlicher Atmosphäre als Hotel und Gaststätte der gehobenen Gastronomie. Die Rheinterrasse wird öffentlich unter dem Namen Crassgarten betrieben.